# Poecilomigas elegans
Poecilomigas elegans är en spindelart som beskrevs av Griswold 1987. Poecilomigas elegans ingår i släktet Poecilomigas och familjen Migidae. Inga underarter finns listade i Catalogue of Life.